# Orthodoxie néo-chalcédonienne
L'orthodoxie néo-chalcédonienne est un mouvement théologique qui fait retour à la théologie chalcédonienne à partir d'un concile tenu à Alexandrie vers 515. Il se construit en réaction à l'orthodoxie anti-chalcédonienne qui s'était imposée dans l'empire byzantin sous le règne d'Anastase Ier.
Il se caractérise par la promotion de la formule de Cyrille d'Alexandrie Unus ex trinitate passus est qu'on trouve chez des auteurs comme Jean de Césarée ou Jean de Scythopolis, et qui revient à insister sur l'unité de la personne du Christ au point de prêter le flanc à la critique de théopaschisme, que l'on a faite à Cyrille.